# Китнийот
Китнийот (от ивр. קִטְנִיּוֹת‎) — еврейский термин, обозначающий некоторые продукты питания, запрещённые к употреблению на Песах, хотя они и не являются хамецем, дословно значащий «бобовые».
Во время праздника Песах слово китнийот (или китнийос в некоторых диалектах) приобретает более широкое значение и включает в себя зерновые и семена, такие как рис, кукуруза, семена подсолнечника и кунжута, в дополнение к бобовым, таким как фасоль, горох, и чечевица.
Тора запрещает евреям есть хамец во время Песаха. Хамец определяется как закваска, приготовленная из «пяти видов зерна» (пшеница, ячмень и три подобных зерна). Пища, приготовленная из любых других видов, не считается хамец . Однако среди ортодоксальных ашкенази и некоторых сефардов обычай (минхаг) во время Песаха состоит в том, чтобы воздерживаться не только от продуктов из пяти зёрен, но также от других злаков и бобовых, известных как китнийот, даже если они не хамец.

## Определение
Традиции того, что считается китнийот, варьируются от сообщества к сообществу, но обычно включают кукурузу (американскую кукурузу), а также рис, горох, чечевицу и бобы. Многие также включают под этот запрет другие бобовые, такие как арахис и соя. В Хайей Адам считается, что картофель не китнийот, потому что он был неизвестен в то время, когда был введен запрет, и сегодня этого мнения придерживаются почти все ашкеназские религиозные авторитеты.
Некоторые сефардские и йеменские евреи традиционно не соблюдали запрет на употребление китнийот на Песах, хотя некоторые группы воздерживаются от употребления сушеных бобов во время Песаха.
Поскольку пшеничная мука становится хамец только после того, как ее измельчают, а затем смешивают с водой, можно предположить, что обычай китнийот не запрещает китнийот, который никогда не перемалывался или никогда не контактировал с водой. Следуя этой логике, может быть разрешено есть свежий китнийот (например, целые бобы) или обработанный китнийот, который никогда не контактировал с водой (например, некоторые выжатые масла или поджаренные твердые вещества). Фактически, раввин Мордехай Элияху заявил, что «первые ашкенази в Иерусалиме до основания государства разрешали свежие бобовые и запрещали только сухие бобовые, но когда ученики Виленского Гаона и Баал Шем-Това приехали в Израиль, они привезли с собой „из Европы запрет на свежие бобовые“». Консервативные раввины постановили разрешить свежий китнийот.
В 1930-х годах кофейня Maxwell House наняла рекламную фирму Джозефа Джейкобса для продвижения своего продукта среди еврейской демографической группы. Агентство наняло раввина для исследования кофе, в результате чего было установлено, что кофейное зерно больше похоже на ягоду, чем на боб, что делает его кошерным для Песаха.

## История
Галахический аргумент (аргумент в соответствии с еврейским законом и традицией) против употребления китнийот во время Песаха возник в раннесредневековой Франции и Провансе, а затем процветал в высокосредневековой ашкеназской (Рейнской области) Германии.
Первоначальные причины обычая не есть китнийот во время Песаха неясны. Предложения включают:
- Зёрна, образующие хамец, обычно смешаны с китнийот. Поэтому тот, кто готовит китнийот, может нечаянно съесть хамец[13]. Согласно одной из теорий, фермеры в Северной Европе, использующие систему трех полей, выращивали зерновые и бобовые культуры с разницей всего в несколько месяцев на одних и тех же полях, что сделало смешивание этих продуктов обычной реальностью для евреев-ашкеназов и привело к обычаям китнийот. развивается среди них[14] . Даже сегодня коммерческие урожаи безглютенового овса часто загрязнены пшеницей, ячменем или рожью из предыдущего урожая[15].
- Китнийот часто обрабатывают так же, как зёрна хамец, и готовят для приготовления продуктов, похожих на хамец (например, кукурузного хлеба). Таким образом, необразованные люди могут сделать вывод из присутствия продуктов китнийот, что хамец также разрешён[13]. Это сделало бы китнийот случаем «Марит аин».
- В Талмуде отмечается, что Рава возражал против того, чтобы работники Экзиларха готовили в Песах пищу, называемую часиси, поскольку ее можно было спутать с хамец[16]. Тосафот и Натан бен Йехиэль понимают, что часиси — это чечевица[17] По словам Виленского Гаона, эта история закладывает основу для заботы о недопустимости китнийот[18].
- Из за того, что в праздники велено радоваться, а «нет радости в употреблении блюд из китнийот»[19]. В других местах чечевица считается пищей скорбящих.

Даже в первые дни запрета китнийот против него выступали некоторые поским, в том числе раббену Йерухам (XIV век).
Совсем недавно раввины, в том числе рав Моше Файнштейн, не выступали за отказ от обычая, но выступали против расширения списка запрещённых китнийот.

## В неортодоксальном иудаизме
Хотя реформистский и консервативный ашкеназский иудаизм в настоящее время разрешают употребление китнийот во время Песаха, давняя традиция в этих и других общинах состоит в том, чтобы воздерживаться от их употребления.
Еврейские реформаторские общества, такие как Центральная конференция американских раввинов, также вынесли решение в пользу разрешения китнийот. Реформистский иудаизм впервые официально разрешил есть китнийот во время Песаха в XIX веке.
В то время как большинство консервативных евреев соблюдают традицию избегать китнийот во время Песаха, Комитет по еврейскому законодательству и стандартам, авторитетный орган консервативного иудаизма, в декабре 2015 года выпустил два религиозных постановления, в которых говорилось, что теперь разрешено есть эти ранее запрещённые продукты во всём мире. Эти постановления были основаны на постановлении 1989 года Института еврейских исследований Шехтера, который разрешил консервативным евреям в Израиле есть китнийот Хотя употребление китнийот стало более распространенным в Израиле, в значительной степени из-за влияния сефардских еврейских пищевых обычаев, пока не ясно, примут ли консервативные евреи в других частях мира новые правила или продолжат воздерживаться от китнийот.
Некоторые раввины, такие как Давид Бар-Хаим и консервативный раввин Давид Голинкин, утверждали, что запрет китнийот, хотя и уместный в Восточной Европе, где зародилась ашкеназская традиция, не должен применяться к Соединенным Штатам или Израилю. Согласно «The Forward», некоторые израильтяне выбирают более упрощённую раввинскую интерпретацию китнийот, которая позволяет употреблять более широкий спектр ранее запрещённых продуктов, а некоторые ашкеназские евреи в Израиле, состоящие в браке с евреями-сефардами, приняли сефардский обычай. Впрочем, «Союз ортодоксальных еврейских конгрегаций Америки» и другие ортодоксальные организации по-прежнему утверждают, что запрет является обязательным для всех ашкеназских евреев во всём мире.